# 大阪府立生野高等聾学校
大阪府立生野高等聾学校（おおさかふりつ いくのこうとうろうがっこう）は、かつて大阪府大阪市生野区勝山北三丁目にあった聾学校。

## 概要・沿革
大阪府立生野聾学校（現・大阪府立生野聴覚支援学校）から高等部が分離独立し、高等部のみの聾学校として1984年に開校した。校舎・校地は従来の大阪府立生野聾学校勝山分校（1961年までは生野聾学校本校）のものを継承した。
普通科・機械科・印刷科・家政科の4学科を設置していた。普通科は大阪府立桃谷高等学校定時制福祉選択コースと、機械科は大阪府立淀川工業高等学校電子機械科と、印刷科は大阪府立今宮工業高等学校グラフィックアーツ科と、家政科は大阪府立横山高等学校家政科と、それぞれ交流の取り組みを実施していた。
しかし2006年3月31日付で、大阪府立堺聾学校高等部とともに、新設の大阪府立だいせん高等聾学校に統合され、廃校になった。廃校時点で在籍していた生徒は、大阪府立だいせん高等聾学校への転学扱いとなった。
学校跡地は大阪市に売却され、南隣にある大阪市立東桃谷小学校の拡張用地として転用された。

## 出身者
- 岡本かおり - 目で聴くテレビ手話キャスター